# Thomas Hardy
Thomas Hardy (Higher Bockhampton, 2 de junho de 1840 – Max Gate, 11 de janeiro de 1928) foi um novelista e poeta inglês. Autor de obras de grande importância, conhecido pelo pessimismo radical que caracteriza os seus romances.
Em seu período de maturidade (1878-1895), escreveu obras que se tornaram clássicos da literatura inglesa. Também foi um brilhante contista, que traçou perfis psicológicos antitéticos, portadores e conscientes de seus desejos sexuais e de sua própria opressão pela sociedade. O estilo prosaico e objetivo da sua linguagem, cuja temática voltava-se para a velhice, o amor e a morte, influiu na reação anti-romântica. Por tudo isso, foi considerado o "último dos grandes vitorianos".
Hardy casou-se com Emma Lavinia Gifford em 1874. Após a morte da esposa, em 1912, casou-se com Florence Emily Dugdale, autora de livros infantis. 

## Biografia
Thomas nasceu em Higher Bockhampton, em 1840. Era filho de Thomas (1811–1892), pedreiro e construtor local, com Jemima Hand. Jemima tinha educação, algo incomum para as mulheres da época e educou o filho Thomas em casa até ele ir para a escola de Bockhampton aos 8 anos. Por muitos anos, ele estudou em Dorchester, onde aprendeu latim e demonstrou grande potencial para o meio acadêmico.
Sua família, porém, não tinha condições financeiras de enviá-lo para a universidade, então sua educação formal terminou aos 16 anos, quando se tornou aprendiz de James Hicks, um arquiteto local.
Em abril de 1862, Hardy viajou a Londres com uma passagem de volta, mas rapidamente encontrou emprego como desenhista de igrejas góticas e, assim, permaneceu em Londres por mais cinco anos. Ainda em Londres, Hardy escreveu poemas muito intensos, mas sem expectativa de publicação. Em 1867, um problema de saúde obrigou-o a voltar a Dorset, onde ele conseguiu emprego novamente com o mesmo arquiteto.
Ao voltar a escrever, Hardy se iniciou aos romances, sendo sua primeira novela, The Poor Man and the Lady, radical demais para publicação. Mas em 1870, ele produziu sua sensacional novela intitulada Desperate Remedies, publicada em 1871.
Em 1870, Hardy viajou a North Cornwall para restaurar uma igreja na isolada paróquia de St. Juliot. Lá, apaixonou-se por Emma Lavinia Gifford, e rapidamente ficcionou seu romance em sua terceira novela: A Pair of Blue Eyes. Enquanto isso, Leslie Stephen, editor da Cornhill Magazine, ficou muito atraído pela segunda novela de Hardy, Under the Greenwood Tree, baseado nas experiências familiares de Hardy em Stinsford Quire. Stephen levou o romance Far from the Madding Crowd a se tornar um best seller, fazendo com que Hardy abandonasse a arquitetura e se casasse com Emma.
O casal, que não teve filhos, passou a ser cada vez mais distante e infeliz. Em 1912, Emma inesperadamente adoeceu e faleceu, com 72 anos, iniciando uma intensa efusão de poesias líricas. Hardy amou sua mulher morta e enterrada como nunca a amou em vida. Depois de casado, Hardy publicou dez novelas durante os próximos vinte anos. Os romances The Woodlanders (1887), Tess of the d’Urbervilles (1891) e Jude the Obscure (1895) foram descritos como “endereçados para homens e mulheres de maior idade”.
O subsequente clamor de indignação sobre o Judas resultou no banimento de circulação em livrarias. Além disso, Jude the Obscure foi queimado pelo Bispo de Wakefield, fazendo com que Hardy abandonasse a ficção e se concentrasse em seu primeiro amor, a poesia. Assim, o novelista vitoriano se tornou um poeta do século XX, publicando oito volumes de versos, com início em Wessex Poems, em 1898.
Ao fim da Primeira Guerra Mundial, Hardy, que recebeu a Ordem de Mérito em 1910, recebeu o honroso título de Grand Old Man of English Letters.  Hardy prosseguiu escrevendo poesias até o fim de sua vida, recluso em seu escritório.

## Morte
Hardy ficou doente e faleceu em 11 de janeiro de 1928, em Max Gate, aos 87 anos. Recebeu um funeral de honra e suas cinzas foram guardadas na Abadia de Westminster, porém, o seu coração foi transferido ao seu condado natal de Dorset, onde foi enterrado próximo da sua primeira esposa, Emma.

## Carreira

### Wessex
Como Thomas Hardy não sabia se seria arquiteto ou escritor e possuía um gosto muito maior pelas letras, ele pesquisou e estudou muito os gostos dos leitores do século XIX para se estabelecer na literatura. Com ajuda e contato com publicadores, como Macmillan e principalmente da amiga próxima e escritora George Elliot (que possui aspectos rurais e regionais em suas obras), Hardy percebeu que precisava criar um cenário para suas histórias, querendo assim um lugar fixo, uma marca própria para se distinguir dos outros escritores contemporâneos a ele. Essa marca se tornou Wessex, que apareceu pela primeira vez no best-seller do autor, Far from the Madding Crowd, e permaneceu até o último romance do autor.
O nome utilizado foi inspirado em um, homônimo, dos grandes sete reinos anglo-saxões pertencentes ao Reino da Inglaterra que existiu até o século XI. Wessex retrata a região sudeste da Inglaterra, local que Hardy conhece muito bem por já ter vivido na área rural inglesa e por isso escreve de uma maneira tão real, que pinta os cenários, encantando não apenas os leitores da época, mas também os críticos.
Sempre que o autor editava e revisava as antigas edições de seu romance, incorporava cada vez mais elementos da região, que criou vida própria com seus próprios costumes, personagens e cultura. Algo que impressionou não só a época, mas também hoje, pois ainda existem estudos atuais da região como o livro “Dysfunctional Families in the Wessex Novels of Thomas Hardy”, publicado em 2005 pelo escritor Lois Bethe Schoenfeld.

### Presença do Autor no Século XIX
Ao analisar periódicos do século XIX se encontra muito pouco sobre Thomas Hardy nos brasileiros. Esta informação é coerente, visto que nenhuma obra do autor havia sido traduzida para o Português. As notícias se limitam às participações de Hardy em eventos da nobreza inglesa e a algumas anedotas acerca de sua doença e posterior falecimento.
A ausência de Hardy nos jornais brasileiros deve-se, entre outros motivos, ao fato de que este era muito conhecido na Inglaterra, mas pouco conhecido até mesmo na França (de todas as suas obras, apenas seis edições são em francês), pois nada foi encontrado nas revistas e periódicos franceses. Sua popularidade limitava-se à Inglaterra e aos Estados Unidos, que exportavam bem menos para o Brasil, ao se comparar com a França. Enquanto em jornais ingleses o número de achados é muito grande.
O mais encontrado foi anúncios de vendas dos livros, alguns, inclusive, apresentando Hardy como o melhor autor da temporada ou o melhor escritor de romances da época, destacando a importância e o caráter canônico dele na Inglaterra. Far from the Madding Crowd, por exemplo, seu best-seller, teve mais de 100 anúncios encontrados junto a diversas menções e críticas.

### Críticas do Século XIX
É possível encontrar uma grande quantidade de críticas sobre Thomas Hardy em publicações inglesas, no site do British Newspaper Archive. As críticas que falam sobre o autor são, em geral, positivas e enaltecem o autor como romancista e como pessoa. Elogiam seu estilo de escrita , considerado distintivo de outros romancistas. A maioria dos jornais comenta que ele não escreve apenas uma sequência de acontecimentos e tramas para prender o público leitor, mas traça o enredo através dos pensamentos e sentimentos das personagens, dando simplicidade e delicadeza à composição das obras e da verossimilhança, muito elogiada pelos críticos. A escrita do autor era considerada profunda, especialmente quando falava sobre sentimentos primordiais, como o amor, o que encantava críticos e leitores da época.
As personagens são sempre muito criticadas de maneira positiva por serem bem construídas e se aproximarem muito de pessoas reais, como se Hardy criasse alguém não fictício, mas real.  Elas são cheias de detalhes e genuínas. Não só isso, esse modo distintivo de escrita é elogiado na maneira como o autor descreve os cenários e o ambiente rural de Wessex que, de acordo com alguns jornais, nunca foi feito antes, pois traz uma sensibilidade nas descrições. O jornal The Graphic considera-o, sem dúvidas, o melhor romancista atual (da época) de língua inglesa (não apenas da Inglaterra, o que demonstra a canonização e importância de Hardy). O mais interessante é que alguns jornais recusavam o uso do termo romancista para o autor, por ele ser muito melhor que os romancistas (ilustrando o preconceito da época). O Cambridge Independent Press, por exemplo, diz que chamar Hardy de romancista é um insulto a todas as suas obras e personagens.
As únicas críticas negativas encontradas sobre o autor são sobre a sua crueldade com as personagens, sempre trazendo desgraça aos destinos delas. E um achado interessante relacionado a isso é que ele constantemente recebia cartas de fãs para mudar o final de suas obras, mas Hardy não acreditava em “viveram felizes para sempre”. Todavia, alguns jornais acabaram apoiando a crueldade usada pelo autor por mostrar a realidade da Inglaterra, por mais que não agradasse aos leitores no geral.
Sobre o best-seller, Far from the Madding Crowd, foram encontradas seis críticas. Todas elas foram muito positivas, elogiando-o totalmente. A maioria dos jornais considera que, com esse romance, Hardy ascendeu no meio literário e conquistou o direito de ser considerado um dos mestres da prosa inglesa, destacando-se de tantos outros escritores da época. Os críticos consideram Far from the Madding Crowd um romance maduro e poderoso, fruto das obras anteriores do autor, consideradas meros rascunhos. Elogiam as personagens do livro, que são muito reais e consideradas obras-primas escritas por Hardy. Batsheba e Sargento Troy, por exemplo, são personagens consideradas, por críticos da época, clássicos da literatura inglesa. O jornal The Manchester Courier afirma não conhecer outro romance que tenha impressionado à primeira vista, não só os críticos, mas também os leitores.
Judas, o obscuro, obra que fez Hardy parar de escrever romances foram encontradas diversas menções e críticas, que ilustraram o motivo que levou o autor a continuar apenas com poesias. A maioria das críticas é negativa pelo fato da história ser considerada indecente, repugnante, insultava à moral humana e vulgar (todas palavras usadas pelos jornais para falar do romance). Foi um livro que chocou a população pelas cenas, consideradas pelo Sheffield Independent horríveis e sórdidas, que vão desde relacionamentos sexuais até matança de porcos. Foram encontradas, também, diversas notícias sobre a queima dos exemplares de Judas e proibição da circulação, que foram apoiadas pelos jornais por contas das cenas explícitas do romance. Nas revistas havia até mesmo protestos de outros autores contra o tipo de literatura em que encaixaram Judas. O mais interessante encontrado nas críticas é que os jornais ficam indignados devido a um “mestre da literatura” que escreveu esse romance, o que os fazem comparar Hardy com amadores de 2ª categoria (nas palavras dos jornais).
Todavia, há elogios à construção da personagem principal e de algumas reflexões do autor na obra, como o debate entre vícios e virtudes. O Worchesteshire Chronicle, por exemplo, fala bem do romance, mas concorda que algumas cenas são muito mais francas do que os leitores estão acostumados, não tirando o crédito de Judas ser banido. O mais interessante encontrado são notícias de fatos reais que se assemelham com cenas deste romance de Hardy, como se tivesse inspirado os acontecimentos na vida real, demonstrando a necessidade da elite de mostrar os “perigos” e padrões comportamentais que os romances podem dar.
Na pesquisa foram encontrados prefácios escritos apenas pelo autor. Nas diversas coletâneas que reuniram as diversas obras de Hardy, todas possuem um prefácio escrito por ele em que diz a importância para ele em escrever romances e representar a região rural da Inglaterra. Algumas edições de Judas, o Obscuro também possuem prefácios, inclusive de 16 anos depois da primeira publicação, onde o autor comenta sobre o escândalo que esse romance teve na época, retratando-se. Ele também explica as decisões de escrever algumas cenas (como dito anteriormente, consideradas vulgares) e o porquê de serem essenciais à história da personagem principal. Os prefácios podem ser lidos na íntegra,  nesse website. 

## O feminino nas obras de Hardy
Conceber as mulheres na obra de Thomas Hardy é extremamente importante, na medida em que, na época Vitoriana, elas eram, em geral, estereotipadas e cerceadas por uma sociedade patriarcal e conservadora, vistas como donas de casa, fiéis aos maridos, puras, sem poder de trabalho. Hardy, porém, transcendia a esses arquétipos. Ele criava personagens femininas reais, assim como os homens podiam ser. Suas mulheres, nos romances, trabalhavam, suavam, sentiam as dores físicas do trabalho, preocupavam-se com seu bem-estar. O autor não valorizava apenas as qualidades físicas de suas personagens, mas também seu psicológico. Tentava, portanto, trazer suas personagens a homens e mulheres reais, sem o estereótipo criado pela população do século XIX.
Por ser assim, Hardy precisava arcar, muitas vezes, com as críticas ferinas que eram-lhe dadas na época. O fato é que o autor, em sua transgressão mais do que necessária, criava caminhos para o reconhecimento das mulheres. Ele abolia o status quo, criando possibilidades de desestruturar as fundações da sociedade, bem como saindo do lugar comum que as pessoas tinham de que ou a mulher era considerada pura ou p*** (com o perdão da palavra). Para Hardy, todos os personagens tinham seus lados ruins e seus lados bons, suas virtudes e seus defeitos, assim como todas as pessoas do mundo real.
Esse caráter não maniqueísta utilizado, permitia que as heroínas  dos romances pudessem se expor ao mundo, expressando tanto a ousadia, quanto a intimidade. Assim como todos nós temos ambos os momentos. Hardy não se preocupava nem um pouco em descrever cenas explicitamente íntimas, pois isso estava no caráter do ser humano. E era isso que fazia sua obra ao mesmo tempo que muito poética, muito controversa para os padrões da época.
Críticos diriam que sua obra era moralmente degenerada, mas isso era fruto de um apagamento, de uma ignorância acerca da sexualidade da mulher.
Hardy, também, desconsiderava a mulher perfeita em suas obras. Ele as descrevia de forma não perfeita para o mundo não perfeito ao qual elas se encaixavam, e o qual não estava preparado para poder aceitá-las. Hardy não era adepto do feminismo de seus dias.
Mesmo que no começo de sua produção, Hardy precisasse disfarçar ou esconder esse caráter antifeminista, por fim o autor passou a defender essa ideia sem se preocupar com o que iriam dizer dele. Inspirando-se e estudando o socialista francês Charles Fourier, Hardy tinha fortes defesas contra o casamento, ele era veementemente oposto à idealização do casamento.
O autor identificava-se com as classes oprimidas da época, pois também se sentia uma delas, com tantas afrontas e críticas contra sua obra. Mas ele defendia suas ideias. E isso pode ter causado o gosto da população. As mulheres, em suas obras, ao que parece, tiveram uma participação importante na canonização de Hardy, na medida em que a sociedade oprimida via-se retratada em uma obra literária, sentindo-se importante ou, pelo menos, valorizando a percepção que alguém tinha dela.
Enfim, torna-se necessário reforçar que Hardy criava personagens femininas que desviavam do padrão regido pela época. Suas mulheres fortes, erotizadas, imperfeitas, assim como todos os seres humanos são no mundo real foram alvo de fortes críticas da sociedade da época.
Hardy apresentava possibilidades alternativas para as relações sexuais humanas. Ele conseguia fazer, através de suas descrições, com que as leitoras se identificassem, que conseguissem ver que, até num romance canônico as personagens eram como elas. Isso tornava a leitura melhor, mais fluida e mais consagrada. A população, identificando-se na leitura, elevava o pedestal de Hardy.
Porém essa imperfeição declarada de suas personagens femininas não tiravam o poder das mesmas, não as tornava fracas. Elas eram donas de seus próprios “eus”. Elas tinham senso de determinação. Elas eram assim como os homens. Humanas.

## Na arte

### Estudos atuais no Brasil
Apesar da falta de informação e presença de Hardy no Brasil, é possível encontrar diversos artigos e teses sobre o autor, todos em português, mostrando que a sua canonização e mérito são enxergados no meio acadêmico. E o interessante é que não há apenas um local de estudo sobre o autor, há em diversos estados, como São Paulo, Pernambuco, Santa Catarina e Paraná. É interessante perceber que existem muitos livros, em inglês (alguns já traduzidos) - que comentam sobre as obras e sobre a vida de Hardy, reafirmando sua presença no meio acadêmico e fora do Brasil.

### Filmes, séries e teatro
As obras de Hardy, por serem cheias de peripécias e acontecimentos chocantes, são um prato cheio para o cinema, o qual recebeu diversas adaptações de várias obras do autor. A obra The Mayor of Casterbridge tornou-se um filme, por Dennis Potter em 1978, peça de teatro de Philip Goulding e David Thacker, em 2001. Tess of the D’Urbervilles se tornou filme de Polanski em 1979 e uma séria da BBC do Reino Unido, em 2008. Até mesmo Judas, o Obscuro teve uma adaptação para o cinema em 1996. E, em junho de 2015, no Reino Unido e nos EUA, lançou-se um filme baseado em outra obra de Hardy, Far from the Madding Crowd. Esse fato é tão expressivo que até contribuiu para o lançamento, em Julho de 2015, de uma tradução, para o português, da obra homônima. Isso evidencia como a mídia tem uma influência para o reconhecimento do autor. Talvez, numa hipótese, se o filme não tivesse sido lançado nesse ano, não haveria nenhuma tradução do livro em inglês para o português.
Adaptações teatrais são vistas com frequência tanto no século XIX, enquanto Hardy era vivo, até os dias de hoje, que encontramos diversas peças teatrais baseadas não só nas obras dele, mas também na sua vida pessoal.

## Obras
- The Poor Man and the Lady (1866)

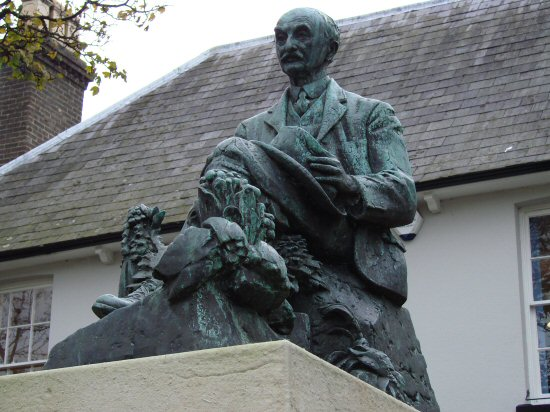
Estátua de Thomas Hardy em Dorchester

- Remédios Desesperados (Desperate Remedies) (1871)
- Sob a Árvore Verdejante (Under the Greenwood Tree ) (1872)
- Um Par de Olhos Azuis (A Pair of Blue Eyes) (1873)
- Longe da Multidão Estulta (Far from the Madding Crowd) (1874)
- A Volta do Nativo (The Return of the Native) (1878)
- The Trumpet Major (1880)
- Dois numa Torre (Two on a Tower) (1882)
- O Prefeito de Casterbridge: A Vida e a Morte de um Homem de Caráter (The Mayor of Casterbridge: The Life and Death of a Man of Character ) (1886)
- The Woodlanders (1887)
- Wessex Tales (1888)
- Tess of the d'Ubervilles (1891)
- Judas, O Obscuro (Jude the Obscure ) (1895)
- Wessex Poems and other Verses (1898)
- Os Dinastas (The Dynasts) (1903 - 1908)
- Late Lyrics and Ealier (1922)
- The Famous Tragedy of the Queen of Cornwall at Tintagel in Lyonnesse (1923)